# سیارک ۹۷۴۱
سیارک ۹۷۴۱ (به انگلیسی: 9741 Solokhin، نامگذاری:1987UU4) نه هزار و هفتصد و چهل و یکمین سیارک کشف شده‌است که در ۲۲ اکتبر ۱۹۸۷ کشف شد.
قدر مطلق سیارک برابر ۱۳٫۹۰ است.